# Sudsakorn
Cette page contient des caractères thaïs. En cas de problème, consultez Aide:Unicode ou testez votre navigateur.
Pour plus de détails, voir Fiche technique et Distribution.
Sudsakorn (en thaï สุดสาคร), ou Les Aventures de Sudsakorn, est un long métrage d'animation thaïlandais de fantasy réalisé par Payut Ngaokrachang et sorti au cinéma en Thaïlande en 1979.
C'est le premier long métrage animé thaïlandais, et le seul réalisé sur celluloïd dans ce pays.
L'histoire de ce dessin animé s'inspire du grand récit fantastique très populaire Phra Aphai Mani (en),, un poème épique de 30 000 vers composé par Sunthorn Phu, fameux poète thaïlandais ayant vécu aux XVIIIe-XIXe siècles. 
L'esthétique de ce dessin animé s'inspire de l'art thaï : enfant, Payut Ngaokrachang est passionné par le théâtre d'ombres ; adolescent, Payut suit en 1944 des cours de dessin et de peinture par correspondance donnés par Hem Vejakorn, le célèbre illustrateur et  écrivain d'histoires de fantômes (phi) etc. 

## Synopsis
Sudsakorn est l'enfant d'une très jolie sirène. Il vit dans une île et est élevé par son grand-père, un ermite qui lui apprend la magie des temps anciens. Sudsakorn parvient à dresser un cheval-dragon qui lui permet de chevaucher sur les flots des océans et des mers d'îles en îles. Il décide alors de retrouver son père qu'il n'a jamais connu, le prince Phra Aphai Mani. Commence alors une formidable odyssée où notre jeune héros rencontre des fantômes affamés; des vampires; un yogi fou mais puissant et rusé;  un roi; des créatures effrayantes; une armée de papillons démoniaques...

## Fiche technique
- Titre : Sudsakorn ou Les Aventures de Sudsakorn
- Titre original : สุดสาคร
- Titre anglais : Sudsakorn Adventure ou The Adventure of Sudsakorn
- Réalisation : Payut Ngaokrachang
- Pays :  Thaïlande
- Langue : thaï
- Durée : 85 minutes
- Format : couleur
- Son : mono
- Date de sortie : 13 avril 1979

## Postérité
Apichatpong Weerasethakul se souvient : « Une fois, j'ai entrepris le voyage pour aller voir le premier film d'animation thaï, L'Aventure de Sudsakorn, probablement au cinéma Rama, à côté de la clinique de mes parents. Dans la salle plongée dans le noir, j'étais impressionné par les motifs des costumes thaïs, les ornements qui paraient le cheval-dragon, les vagues artificielles et imaginaires. Je pensais tout bas : "Quel génie, ce Payut Ngakrachang, désormais nous n'avons plus besoin de voir les films d'animation japonais, nous sommes capables d'en réaliser de bien meilleurs !" ».